# Lagoa (Paraíba)
Pour les articles homonymes, voir Lagoa.
Lagoa est une ville brésilienne du nord-ouest de l'État de la Paraíba.
Sa population était estimée à 4 807 habitants en 2007. La municipalité s'étend sur 178 km2.